# Geramat (Mulak Ulu)
Geramat is een bestuurslaag in het regentschap Lahat van de provincie Zuid-Sumatra, Indonesië. Geramat telt 1086 inwoners (volkstelling 2010).